# 清华大学数学科学系

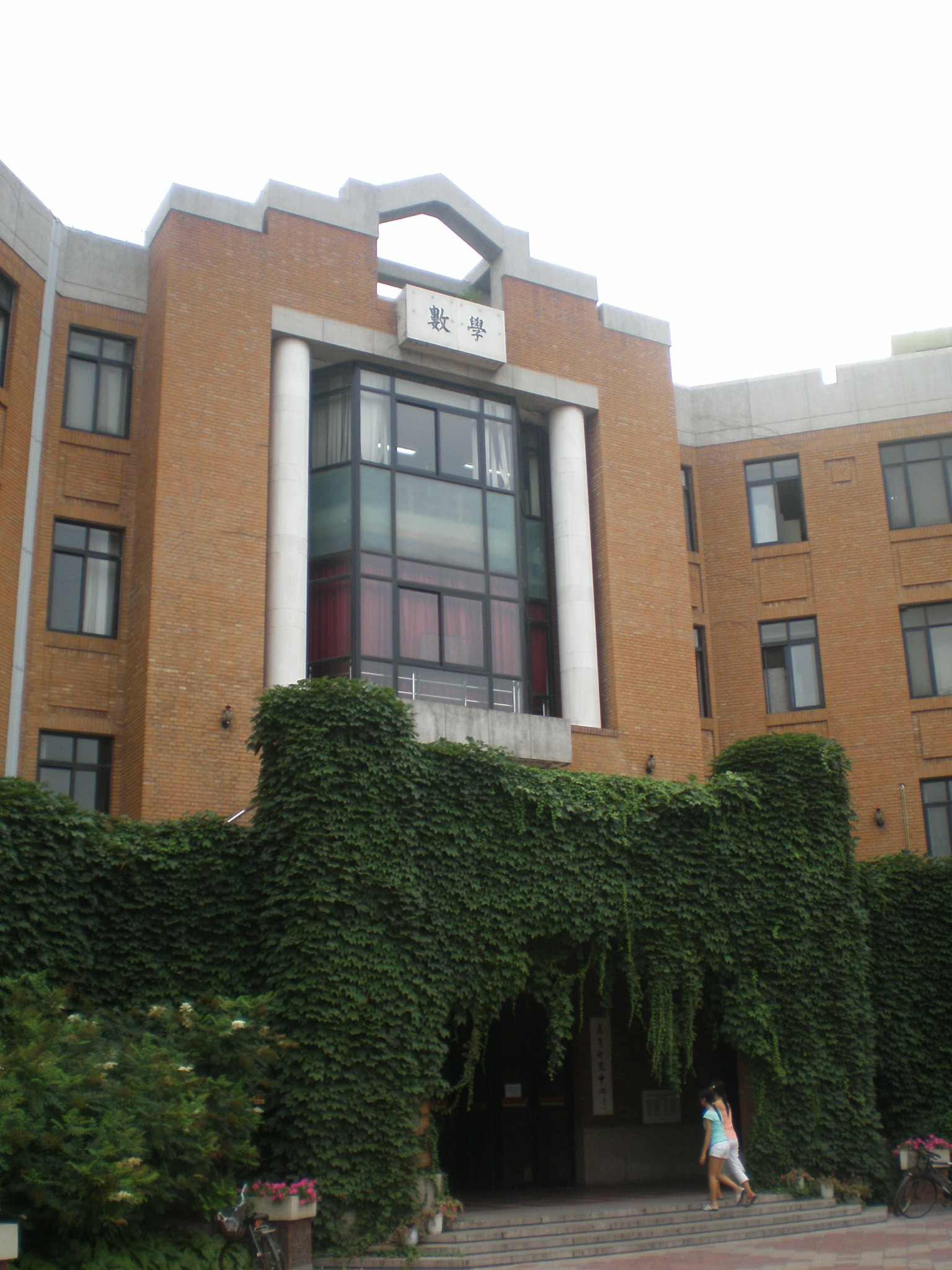
清华大学数学楼

清华大学数学科学系是清华大学理学院下属的一个系，是清华大学早期院系之一。

## 历史[2][3]
- 1927年，成立清华大学数学系。
- 1952年，全国高校院系调整，清华大学数学系并入北京大学数学系等处。
- 1958年，创建计算数学专业。
- 1979年，数学系重建，更名为应用数学系。
- 1999年，更名为数学科学系。

## 机构
- 基础数学研究所
- 应用数学与概率统计研究所
- 计算数学与运筹学研究所

## 人物[2][3]
- 陈省身
- 华罗庚
- 吴大任
- 庄圻泰
- 许宝禄
- 柯召
- 郑之番
- 熊庆来
- 杨武之
- 江泽涵
- 赵访熊
- 段学复
- 孙光远
- 曾远荣
- 胡坤升
- 许宝禄
- 闵嗣鹤
- 徐利治
- 程民德
- 吴新谋
- 万哲先
- 冯康
- 周毓麟